# Кершем, Гарри
Ге́нри А́лфред Ке́ршем (англ. Henry Alfred Cursham; 27 ноября 1859 — 6 августа 1941), более известный как Га́рри Ке́ршем (англ. Harry Cursham) — английский футболист и крикетист. Выступал за футбольные клубы «Грантем», «Ноттс Каунти», «Коринтиан» и национальную сборную Англии, а также за крикетный клуб графства Ноттингемшир.
Кершему принадлежит рекорд по количеству голов в Кубке Англии (49 голов в 44 матчах).

## Футбольная карьера

### Клубная карьера
В 1877 году стал игроком футбольного клуба «Ноттс Каунти». 16 ноября 1878 года дебютировал в основном составе «Каунти» в матче против «Ноттингем Форест» в рамках первого раунда Кубка Англии. Стал одним из ключевых игроков команды, часто играл вместе с братом Артуром. В сезоне 1881/82 забил 6 голов в матче второго раунда Кубка Англии против «Уэнсбери Строллерс» 10 декабря 1881 года, а в сезоне 1886/87 — четыре гола в ворота «Басфорд Роверс» 30 октября 1886 года. Всего в Кубке Англии Гарри Кершем забил 44 гола в 49 матчах, что на протяжении уже больше 130 лет является непревзойдённым рекордом турнира.
В 1888 году в Англии была основана Футбольная лига. Гарри дебютировал в ней 6 октября 1888 года в игре против «Блэкберн Роверс» (3:3). 12 января 1889 года забил свой первый гол в  лиге в матче против «Вест Бромвич Альбион». Свой последний матч в Футбольной лиге провёл 10 февраля 1891 года: в ней «Ноттс Каунти» разгромил «Бернли» со счётом 4:0. Всего провёл в лиге 9 матчей и забил 2 гола.
Помимо «Ноттс Каунти» Кершем выступал за «Коринтиан» (1882—1886), «Грантем» и «Терсдей Уондерерс».

### Карьера в сборной
15 марта 1880 года дебютировал за сборную Англии в товарищеском матче против сборной Уэльса, в котором англичане одержали победу со счётом 3:2.
23 февраля 1884 года в матче Домашнего чемпионата Великобритании против сборной Ирландии, в котором англичане одержали победу со счётом 8:1, сделал хет-трик. Это была его последняя игра за сборную.
Всего провёл за сборную Англии 8 матчей и забил 5 мячей.

#### Список матчей за сборную
| № | Дата            | Стадион                           | Соперник  | Результат | Голы Гарри Кершема | Турнир                                 |
| - | --------------- | --------------------------------- | --------- | --------- | ------------------ | -------------------------------------- |
| 1 | 15 марта 1880   | «Рейскорс Граунд», Рексем         | Уэльс     | 3:2       |                    | Товарищеский матч                      |
| 2 | 18 февраля 1882 | «Нок Граунд», Белфаст             | Ирландия  | 13:0      | Гол                | Товарищеский матч                      |
| 3 | 11 марта 1882   | «Хэмпден Парк», Глазго            | Шотландия | 1:5       |                    | Товарищеский матч                      |
| 4 | 13 марта 1882   | «Рейскорс Граунд», Рексем         | Уэльс     | 3:5       | 48′                | Товарищеский матч                      |
| 5 | 3 февраля 1883  | «Кеннингтон Оувал», Лондон        | Уэльс     | 5:0       |                    | Товарищеский матч                      |
| 6 | 24 февраля 1883 | «Экберт Крикет Граунд», Ливерпуль | Ирландия  | 7:0       |                    | Товарищеский матч                      |
| 7 | 10 марта 1883   | «Брэмолл Лейн», Шеффилд           | Шотландия | 2:3       |                    | Товарищеский матч                      |
| 8 | 23 февраля 1884 | «Баллинафей Парк», Белфаст        | Ирландия  | 8:1       | Гол · Гол · Гол    | Домашний чемпионат Великобритании 1884 |

Итого: 8 матчей / 5 голов; 5 побед, 0 ничьих, 3 поражения.

### Стиль игры
Кершем считал, что главное в футболе — это дриблинг и сам активно пользовался им в своей игре. Критически относился к развитию игры в пас. В интервью 1904 года изданию Football Post заявил: «индивидуальная игра слишком часто приносится в жертву комбинационной».

## Крикетная карьера
Выступал за крикетный клуб Ноттингемшира с 1880 года.

## Достижения
«Ноттс Каунти»
- Финалист Кубка Англии: 1890/91

Личные достижения
- Лучший бомбардир в истории Кубка Англии: 49 голов
- Лучший бомбардир Домашнего чемпионата Великобритании: 1884

## Вне спорта
Работал страховым брокером.
Родной брат Гарри, Артур, также был футболистом и выступал за национальную сборную Англии.